# Yanzhou
Koordinaten: 35° 33′ N, 116° 49′ O
Yanzhou (chinesisch 兖州市, Pinyin Yǎnzhōu Shì) ist eine Stadt im Westen der chinesischen Provinz Shandong in der Volksrepublik China. Die ehemalige kreisfreie Stadt im Verwaltungsgebiet der bezirksfreien Stadt Jining ist mittlerweile ein Stadtbezirk Jinings. Sie hat eine Fläche von 650,2 km² und zählt 618.394 Einwohner (Stand: Zensus 2010).
Die neolithische Wangyin-Stätte (王因遗址,  Wangyin yizhi, englisch Wangyin site) steht seit 2006 auf der Liste der Denkmäler der Volksrepublik China (6-106).
Yanzhou war seit dem 22. Dezember 1885 Sitz des Apostolischen Vikariates Süd-Shandong.